# Pupienus római császár
Imperator Caesar Marcus Clodius Pupienus Maximus Augustus, általánosan elterjedt néven Pupienus császár, született Marcus Clodius Pupienus Maximus (167 körül – Róma, 238. július 29.) Balbinus társcsászára a Római Birodalomban 238. április 22. és július 29. között.

## Előélete
Születési éve bizonytalan, egyes források szerint a 167. (vagy 178.) évre tehető. Származására vonatkozó jelzések ellentmondásosak, patrícius rangját leányának előkelő házastársi kapcsolatai valószínűsítik. Héródianosz állítása szerint Felső-Germánia, majd Germania Inferior helytartója volt, de Asia provinciában is betöltött helytartói tisztséget. Két alkalommal 217 és 234 években consul[[]] volt. A 230-as években városi praefectus volt, s bűnözőkkel szembeni erőteljes szigorúsága miatt nem volt népszerű. A szenátus által Maximinus Thrax ellenében kinevezett húszas bizottság tagja volt

## Társcsászárrá választása
A szenátus megbízása alapján létrehozott  húszas bizottság tagjaként egyenrangú társcsászárrá nevezték ki Balbinus társaként, minden hatalom megosztás nélkül, a korábbi gyakorlattól eltérően még a főpapi tisztséget is közösen viselték. Praefectusi tevékenysége alatti szigora miatt a tömegek között  annyira népszerűtlen volt, hogy a szenátus capitoliumi üléstermének elhagyásához a két új császár rögtönzött testőrséget volt kénytelen igénybe venni és a császári palotába való távozásuk csak így vált lehetségessé. A közrend további romlásának megakadályozása érdekében a társcsászárok I. Gordianus fiatal unokáját kinevezték caesarrá, amivel kiengesztelték az elégedetlenkedő tömeget.

## Északi hadjárata
A szenátus a társcsászárok közül Pupienus Maximust azzal a feladattal bízta meg, hogy szervezzen hadsereget és vonuljon az Itáliába északi irányból betörő Maximinus Thrax ellen. A germániai helytartósága miatt a  hozzá hűséges germán testőröket vezetve Ravennába érkezve jutott el hozzá Maximinus Thrax és fia halálhíre, akiket Aquileia városának sikertelen ostroma közben saját katonáik öltek meg. A város lakói megnyitották a város kapuit Pupienus előtt, aki az ostromló sereg katonáit visszaküldte otthonukba. A társcsászár visszatért Rómában, ahol a szenátus és a nép győztes hadvezérként nagy lelkesedéssel fogadta.

## Ellentét a társcsászárok között
Balbinus féltékeny volt császártársára, aki eltúlozta katonai sikerét és diadalmas visszatérése után a nevében szereplő „legnagyobb” jelentésű ’’Maximusnak’’ neveztette magát. Balbinus előkelőbb származását, míg Pupineus hadvezéri sikereit hangsúlyozta. Mindketten hangoztatták nagyszerű kapcsolatukat és kölcsönös szeretetüket, de viszonyuk ennek ellenére barátságtalan volt.  Ellentétüket fokozta az, hogy a praetorianusok rosszindulattal és ellenszenvvel kezelték Pupienus germán testőrségét, attól tartva, hogy azok a helyükre pályáznak

## Bukása és halála
A testőrség egy csoportja behatolt a császári palotába, ahol a társcsászárok vitában álltak egymással. A társcsászárokat a praetorianusok elfogták, megkínozva az utcára vonszolták és megölték őket, miközben a germán testőrök már elindultak védelmükre. 

## Uralkodásuk értékelése
A kortársak véleménye szerint mindketten gyakorlott tisztviselők voltak, de eltérő alkatukból és vérmérsékletük különbözőségéből ellentét fakadt. Kormányzási képességeiket kedvezően ítélték meg, de rövid ideig tartó uralkodásuk alatt tevékenységük nem válhatott hatékonnyá. A Gordianusokhoz hasonló rövid uralkodásuk azt bizonyította, hogy a szenátus nem képes hatékonyan császárt kinevezni, amire viszont a hadsereg képes.